# Danh sách nhân vật sê-ri trò chơi Army Men
Dưới đây là danh sách nhân vật của dòng game Army Men, một số nhân vật trong các bản Army Men khác không có liên quan gì về mặt cốt truyện với các phiên bản đầu tiên.

### Phe Green
- Sarge (SGT. Hawk) – Nhân vật chính (người chơi điều khiển) của loạt game Army Men, ngoại trừ phiên bản Army Men: Major Malfunction. Xuất hiện lần đầu trong phiên bản Army Men trên PC, ban đầu chỉ là một người lính nhựa vô danh. Tuy nhiên về sau Sarge được thiết kế lại nhiều lần qua hàng loạt phiên bản của dòng game. Lần đầu xuất hiện với vai trò là một người lính bình thường trong một nhóm quân nhỏ tiếp nhận mệnh lệnh từ sở chỉ huy để thực hiện các nhiệm vụ quan trọng trong cuộc chiến tranh trường kì với phe Tan, có lúc thì anh hành động một mình, lúc thì được đồng đội hỗ trợ. Nhưng từ các phiên bản sau này, đặc biệt là trong Sarge's Heroes, Sarge thực sự lột xác trở thành viên chỉ huy trưởng quân đội của phe Green, tính cách mạnh mẽ, đoán quyết và dạn dày kinh nghiệm trận mạc, được binh sĩ tôn sùng là siêu quân nhân chuyên đảm nhận việc chỉ huy mặt trận chiến đấu toàn bộ cùng với đội hình gồm các thành viên ưu tú đến từ Biệt đội Bravo mặc dù Sarge lúc đầu có thể là một nhân vật khác biệt hoàn toàn.[1] Thiết kế và tạo hình nhân vật thay đổi trong những phiên bản sau đã phản ảnh dáng vẻ của một cựu chiến binh gần như mang tính hoạt hình. Xuất hiện với cái mũ bị bắn thủng lỗ chỗ vài vết đạn, cằm bị nứt và cái mũi băng bó.[2] Vũ khí chính của Sarge là khẩu M16 rất phổ biến trong thế giới nhựa. Ngoài vai trò chính yếu xuyên suốt dòng game Army Men ra, Sarge còn đóng một vai nhỏ khi xuất hiện cùng Vikki Grimm trong tựa game cùng hãng là Portal Runner. Tuy nhiên, phiên bản cuối cùng thuộc dòng Sarge's Heroes là Sarge's War thì sau khi Sarge tiêu diệt Chúa tể Malice trả được thù nhà rồi thì kể từ đó không ai biết rõ số phận và tung tích của Sarge ra sao.
- Đại tá "Happy" Jack Grimm – Sĩ quan chỉ huy Biệt đội Bravo, dù Sarge là chỉ huy trưởng quản lý cả đội. Trong Sarge's Heroes, mọi việc bắt đầu kể từ khi ông nhận nuôi Sarge nhưng trong cuốn hướng dẫn của Army Men nói rằng Sarge chỉ nhớ được những câu chuyện từng được cha anh kể lại.[3] Đại tá Grimm còn có một cô con gái tên Vikki Grimm.[2] Ông chỉ đóng một vai trò nhỏ khi xuất hiện trong loạt game Army Men: Sarge's Heroes, Army Men: Air Tactics, Army Men: Sarge's War và Army Men: RTS. Đại tá Grimm được mô tả là một viên sĩ quan đáng mến, dễ tính và hay cảm thông cho thuộc cấp dù có xảy ra bất cứ sai lầm nào đi nữa, có khả năng là ông từng tham gia chiến đấu trong một số cuộc chiến bị lãng quên.[2] Dù chưa chứng minh được điều gì nhưng có giả thuyết cho rằng Đại tá Grimm có thể chính là Sarge trong các phiên bản Army Men trên PC, về sau trải qua hàng loạt chiến công kỳ cựu nên được thăng lên cấp bậc Đại tá. Tuy không có sở hữu bất kỳ loại vũ khí nào nhưng Đại tá Grimm lại sử dụng duy nhất chiếc radio để liên lạc, ra lệnh và chỉ huy quân Green kịp thời ngay khi cần thiết. Trong phiên bản cuối cùng thuộc dòng Sarge's Heroes là Sarge's War thì số phận của Đại tá Grimm đã chấm dứt khi ông cùng toàn bộ binh lính và thuộc cấp chết trong vụ nổ bom do Chúa tể Malice sai người đặt lén nhân dịp hai phe Green và Tan tổ chức buổi lễ ăn mừng việc ký kết hiệp ước hòa bình với nhau.
- Vikki Grimm – Nhân vật chính của game Portal Runner và là nhân vật hỗ trợ trong Sarge's Heroes và Sarge's Heroes 2. Cô chính là con gái của Đại tá Jack Grimm và là người yêu chính thức của Sarge (thật kỳ lạ khi xem xét khả năng mà Đại tá Grimm đã nhận nuôi Sarge).[2] Ngoài ra Vikki còn là phóng viên tường thuật trực tiếp chương trình Bản tin Nhựa Xanh (Green Plastic News) cho phe Green.[4] Cô được mô tả là một con búp bê đầy màu sắc giống hệt như người chứ không phải là một cái khuôn đơn thể chỉ có duy nhất một màu sắc như những người lính nhựa khác. Xuyên suốt cuộc phiêu lưu mạo hiểm ly kì trong Portal Runner cô có thêm một người bạn đồng hành mới là chú sư tử mà cô đặt tên là Leo. Vikki Grimm bình thường khá giống Sarge ở tính cách kiên cường, quyết đoán pha chút nhí nhảnh  dù đôi lúc cô hay tỏ ra vẻ bướng bỉnh, tinh nghịch. Xuyên suốt dòng Sarge's Heroes, Vikki vẫn giữ vững tình cảm sâu đậm với Sarge và sẵn sàng ra sức trợ giúp anh trong những nhiệm vụ khó khăn dù không ít lần cô bị phe Tan bắt giữ làm con tin, rồi chính Sarge phải ra tay giải cứu cô bằng được bất chấp hiểm nguy trước mắt.[1] Trong phiên bản cuối cùng thuộc dòng Sarge's Heroes là Sarge's War thì Vikki Grimm không tham gia cùng Sarge nhưng về sau cô cùng cha, Đại tá Grimm, Biệt đội Bravo, binh sĩ phe Green đều không thoát khỏi cái chết bi thảm từ vụ nổ bom do Chúa tể Malice thực hiện nhân dịp hai phe Green và Tan tổ chức buổi lễ ăn mừng việc ký kết hiệp ước hòa bình với nhau. Cái chết của Vikki Grimm càng nhấn sâu thêm sự thù hận và tuyệt vọng cho Sarge khi anh phải chứng kiến lời nhắn nhủ cuối cùng trước khi mất của cô.
- Tina Tomorrow – Người chỉ huy quân đội Thiên Hà. Nhân vật nữ xuất hiện duy nhất trong phiên bản Army Men: Toys in Space. Được trang bị thứ vũ khí khá hiện đại trong dòng game Army Men là khẩu súng lade đầy uy lực. Sau khi hạ cánh từ tàu vũ trụ để thoát khỏi một cuộc truy đuổi từ kẻ thù thì ngay lập tức cô bị quân lính phe Tan bao vây tứ phía. May sao, cô được Sarge cứu thoát, Tina cam kết sẽ thiết lập việc liên minh giữa quân đội phe Green và Thiên Hà nhằm giải thoát vũ trụ khỏi tất cả lũ ma quỷ. Về sau Tina, được sự trợ giúp từ Sarge và quân đội phe Green đã đánh bại lực lượng phe Tan và người ngoài hành tinh, kẻ thù của phe Thiên Hà, cuối cùng Tina cũng trở về hành tinh quê hương cô. Có giả thuyết cho rằng, nếu Sarge từ phiên bản trên PC là Đại tá Grimm về sau thì Tina chính là mẹ của Vikki Grimm.[5]
- Đại úy William (Bill) Blade – Phi công trực thăng phe Green kiêm chỉ huy trưởng phi đội Alpha Wolf. Là nhân vật chính trong các phiên bản Air Tactics, Air Combat, và Air Combat 2. Blade hay diện một cái mũ cao bồi mang nhãn hiệu thuộc Liên đoàn Kỵ binh bay.[6] Là thành viên của Lữ đoàn Dù,  Blade còn là nhân vật người chơi trong tất cả các phiên bản trực thăng của dòng Army Men. Công việc chính của Blade là vận chuyển người của Sarge hoặc phóng tên lửa phòng không để hỗ trợ các chiến dịch trên bộ của Sarge.[6] Ngoài ra Blade còn xuất hiện thoáng qua trong Sarge's Hero's khi anh phá hủy một chiếc xe tăng của phe Tan nhằm đảm bảo an toàn cho Sarge.
- Chiến binh Omega – Một siêu chiến binh ghép nối từ DNA của năm thành viên thuộc Tiểu đội Bravo. Không lâu sau khi Omega được tạo ra thì Tướng Plastro đã cố gắng ra lệnh cho quân sĩ phe Tan bằng mọi giá phải bắt cho bằng được Omega.[7] Siêu chiến binh Omega chỉ xuất hiện một lần duy nhất trong Army Men: Green Rogue của hệ máy PlayStation và PlayStation 2 của hãng Sony. Ngoài ra anh còn là nhân vật nam duy nhất mặc quần dài, không có miệng và trang bị xem chừng không phù hợp với hình dạng nguyên gốc.
- PVT/PFC/SPC/CPL/SGT/LT/CPT Green – Một nhân vật trong loạt game Army Men. Mặc dù người chơi có thể thay đổi họ của anh ta thì nó vẫn được coi là màu xanh lá cây (Green), chỉ đề cập đến khi ngườ chơi được thăng cấp bậc.
- Tổng thống Green - Không có nhiều thông tin chi tiết về nhân vật này, ngoại trừ một việc duy nhất được biết đến thì ông giữ vai trò khá quan trọng là Tổng thống của quốc gia Green. Phi trưởng Blade đã giải cứu ông từ một cuộc tấn công của phe Tan.
- Sam – Chuyên viên hoạt động trên đài phát thanh quân đội phe Green dành cho binh chủng không quân. Sam chỉ xuất hiện một lần duy nhất trong bản Air Tactics, đồng thời ông còn là giáo viên trường dạy bay. Ngoài ra Sam còn đóng vai trò là người chỉ dẫn tóm tắt những mục tiêu chính cho Phi trưởng Blade xuyên suốt quá trình làm nhiệm vụ và thường giúp đỡ Blade bằng cách hướng dẫn đến các điểm chỉ định hoặc cung cấp những thông tin hữu ích cho Blade.

### Biệt đội Bravo
Từng thành viên trong nhóm của Sarge đều dựa trên kiểu dáng của những quân nhân kinh điển.
- Riff – Chuyên gia chống tăng của Biệt đội Bravo và là bạn thân của Sarge. Đầu trọc và thường xuyên đeo kính đen. Vũ khí chính của Riff là khẩu Bazooka M1 dù đôi lúc vũ khí chống tăng thỉnh thoảng xuất hiện lại là khẩu Panzershreck của Đức.[1]
- Thick – Lính súng máy của Biệt đội Bravo. Nhân vật Thick là biểu tượng sức mạnh cơ bắp của nhóm A thuộc Tiểu đội Bravo.[2] Vũ khí chính mà Thick hay vác theo là khẩu súng máy đa năng M60. Tuy bề ngoài trông tráng kiện hơn so với các thành viên khác nhưng bù lại Thick có vẻ chậm chạp về mặt trí tuệ.[1]
- Shrap – Pháo thủ của Biệt đội Bravo.[2]  Giống Lance trog game Apocalypse Now,  Shrap là người thích chơi lướt sóng nên thường ăn diện bảnh bao hơn so với các thành viên khác. Ngoài ra Shrap còn có mái tóc dài quá khổ và hay làm Sarge phát cáu lên. Vũ khí chính của Shrap là khẩu súng cối.[1]
- Scorch – Người vận hành súng phun lửa của Biệt đội Bravo.[2] Scorch ưu thích nấu chảy mọi thứ dù bản thân anh làm từ nhựa. Dáng vẻ của Scorch không có vẻ gì là người anh hùng cả.[1]
- Binh nhì Hoover – Lính dò mìn của Biệt đội Bravo.[2] Bề ngoài trông khá nhút nhát và có tật giật mình, đôi lúc lại tỏ ra hữu dụng trong những trường hợp cần thiết nhất. Giọng của Hoover y như nhân vật Don Knotts. Điều nực cười là Hoover thường hay thắt cái nơ trên áo sơmi của mình.[1]
- Bullseye – Lính súng ngắm của Biệt đội Bravo.[2] Chỉ xuất hiện duy nhất trong phiên bản Army Men: RTS, Bullseye thường gài một cái lá cây ở đằng sau lưng và có khả năng nhắm bắn mục tiêu ở cự ly rất xa. Được xem là sát thủ thầm lặng trong nhóm và luôn giữ thái độ bình tĩnh ngay cả trong những trường hợp nguy cấp nhất.[1]

### Army Men: Team Assault
- Xhado – Có rất ít thông tin về nhân vật này. Luôn mang mặc nạ trùm đầu khi xuất hiện và thường hành động thầm lặng và chính xác từng li từng tí một, trong vai trò là thợ săn của nhóm, bất cứ con mồi nào rơi vào tầm ngắm của anh đều khó thoát khỏi cái chết bất đắc kỳ tử. Xhado được xem là người lính biệt kích xuất sắc nhất vì kỹ năng lén lút cao và tốc độ di chuyển mau lẹ.
- Tốc độ: 5
- Lén lút: 6
- Sinh lực: 8
- Kỹ năng đặc biệt: Bắn tỉa, Thợ máy
- Dante Hernandez – Là người am hiểu sâu sắc về cách vận hành của bất kỳ động cơ nào trên thế giới, có nghĩa là không có một động cơ nào trên thế giới mà anh không thể sửa chữa được với những công cụ thích hợp. Trải qua một thời gian dài kiểm tra và sửa chữa những động cơ bên trong chiếc xe tăng to lớn đã giúp cho Dante có vóc dáng cơ thể đầy ấn tượng với sức mạnh và sự chịu đựng đáng chú ý.
- Tốc độ: 3
- Lén lút: 3
- Sinh lực: 8
- Kỹ năng đặc biệt: Thợ máy, Vũ khí Hạng nặng
- Armand "Flambé" Nestor – Học nghề buôn bán từ gia đình ở tuổi lên bảy. Công ty Thuốc nổ Nestor nổi tiếng thế giới vì tiếng nổ vang dội gây ấn tượng mạnh với  bụi và mảnh vụn còn lại sau dư chấn của loại thuốc nổ này. Armand thừa biết hình thái nghệ thuật của mình (khi anh mô tả về nó) cùng sự tự tin trong những khả năng riêng của anh dễ gây nhầm lẫn với người khác là Armand đang xem nhẹ mạng sống của chính mình. Theo như trong game thì Armand là một trong hai (có khả năng người thứ ba là Xhado)binh sĩ da đen được cung cấp một sự pha trộn chủng tộc mạnh khoẻ. Ngoài ra anh còn là nhân vật có sinh lực cao nhất cả nhóm.
- Tốc độ: 4
- Lén lút: 4
- Sinh lực: 10
- Kỹ năng đặc biệt: Chất nổ, Liên lạc
- Bjorn "Boomer" Thorson – Sinh ra để làm đại sứ và lớn lên trong một gia đình mà mọi ngôn ngữ khác nhau đều được nói hàng ngày. Trong trường hợp này, Bjorn đã có năng khiếu về ngôn ngữ. Anh học về thuốc nổ khi gia nhập quân chủng và thường cảm thấy tự bản thân đang dần lạc lõng với đồng đội của mình là Armand, kẻ hay thích nói về bản năng của hắn hơn hẳn Bjorns bởi cách tiếp cận sách vở. Thái độ này cũng thấm nhuần quan điểm của Thorson về sự xuất hiện cá nhân và hành vi xã hội. Boomer, giống Armand ở điểm có sinh lực cao nhất trong nhóm biệt kích.
- Tốc độ: 3
- Lén lút: 5
- Sinh lực: 10
- Kỹ năng đặc biệt: Nhà ngôn ngữ học, Chất nổ
- Gib "Squirrel" Farrell – Tự nhận mình là một tên đần và vụng về, trừ những lúc có liên quan đến công việc. Thường hay gọi mình là "Sóc", tuy nhiên Gib lại là một tay súng giỏi trong nhóm. Tuy nhiên, hắn thường lần mò xuyên qua mọi thứ khác khi hắn tới sự tiếp xúc với một ai đó và gây khá nhiều tiếng ồn dọc đường. Gid là một sĩ quan liên lạc khá giỏi, nhưng đừng yêu cầu hắn giở trò lừa bịp. Các chỉ số trạng thái của Squirrel không thực sự khá ở khoản lén lút nhưng lại là tay lính biệt kích nhanh nhất trong nhóm.
- Tốc độ: 6
- Lén lút: 1
- Sinh lực: 9
- Kỹ năng đặc biệt: Bắn tỉa, Liên lạc
- Tyke "The Tank" Morgan – Có sở thích là đam mê thơ ca và đi bộ dọc bãi biển mà bạn khó lòng mà đùa cợt trước thực tế đó. Sự thành thạo trong việc sử dụng bạo lực của Tyke khiến hắn ta dễ trở thành ứng cử viên sáng giá cho việc giải quyết "những vấn đề khó xử". Tuy nhiên, trái với hành động bạo lực là hắn rất thích đọc một quyển sách hay đủ để đốt cháy thời gian trong nhiều ngày. Ngoài ra hắn ta còn rất mực tôn sùng từ "Xe Tăng" nên đã dành cho nhiều thời gian vào việc học nhiều ngoại ngữ khác nhau để có thể đọc được những tác phẩm theo tiếng bản ngữ của họ. Khi lâm trận, Tyke thường tiêu tốn chút ít thời gian vào việc kết liễu đối phương để hắn có thể tập trung vào "Những điều tốt hơn". Mặc dù chậm chạp và lề mề, Tyke vẫn được coi là một người lính xuất sắc vì lượng điểm sinh lực to lớn của hắn. Ngoài ra Tyke còn là người lính da màu đen giống như Armand.
- Tốc độ: 2
- Lén lút: 2
- Sinh lực: 12
- Kỹ năng đặc biệt: Vũ khí Hạng nặng, Nhà ngôn ngữ học

### Tiểu đoàn Sói Alpha
- Đại úy William Blade – Viên chỉ huy trưởng Tiểu đoàn Sói Alpha của phe Green, thuộc típ người khá lôi cuốn (theo như đoạn phim giới thiệu trong Air Attack), thường không chịu tuân lệnh trực tiếp. Giữa anh và Hawk có mối quan hệ ít khi thân thiện, bởi vì Blade là người rất tự mãn. Kông có nhiều  thông tin chi tiết về tính cách của Blade mãi cho tới khi nó được tiết lộ trong phiên bản Air Attack 2.
- Trung úy James Marshall - A.K.A "Woodstock" - Bạn thân của Blade chuyên  đảm đương công việc một cách xuất sắc trong Air Attack với khẩu súng máy đi kèm. James là người Mỹ gốc Phi với kiểu tóc xoăn rậm và dày đặc khiến anh trông giống như một gã du thủ du thực trên chiến trường.
- Trung úy Tyrone Livingston - A.K.A "Woodstock 2" – Woodstock thứ hai và là một viên phi công kiểu Jamaica với khả năng đặc biệt là gọi lính nhảy dù thả từ trên trời xuống và đánh bom liều chết vào bất kỳ quân đội, công trình hay khí tài nào của phe Tan cản đường tiến bước.
- Trung úy John Lawless - A.K.A "Hardcore" – Viên phi công phụ người Anh với khả năng trội hơn trong việc phóng tên lửa tự điều khiển. Trong phiên bản Air Attack 2 thì đột nhiên John bị biến thành tên lưu manh, mặc dù tên của anh không có thay đổi, kỹ năng đặc biệt của John là phóng một bầy tên lửa từ trên cao xuống.
- Trung úy Jason Larkin - A.K.A "Hardcore 2". – Là tay cựu binh lão luyện thứ hai như John, sau lần đầu trở thành tên lưu manh. Jason có nét tương đồng với Rawhide, nhưng không có liên quan. Chỉ xuất hiện duy nhất trong phiên bản Air Attack 2. Khả năng đặc biệt của Jason là phóng một bầy tên lửa.
- Trung úy Dave Parker - A.K.A "Rawhide" – Chủ trại chăn nuôi gia súc kiểu miền Nam nước Mỹ, chuyên đảm đương xuất sắc công việc kéo các đồ vật bằng tời dựa theo tiểu sử trong cuốn cẩm nang của phiên bản Air Attack.
- Trung úy Felicity Wanamaker - A.K.A "Bombshell" – Là nhân vật nữ nhận được sự quan tâm về tình cảm chính đáng của Blade, cô không xuất hiện trong phiên bản Air Attack đầu mà chỉ lộ diện trong phiên bản Air Combat của hệ máy N64. Trong hai phiên bản 1 và 2 của Air Attack tiết lộ thì kỹ năng đặc biệt của Felicity là ném bom napan.
- Hooligan – Có nghĩa là lưu manh, là tay cựu binh lão luyện đầu tiên và có vẻ như là một nhân vật nổi loạn, với tính cách cuồng loạn dữ dội (mái tóc hớt kiểu đầu đinh, cổ áo cực nhọn, v.v.). phiên bản của nhân vật này chỉ xuất hiện duy nhất trong phiên bản Army Men: Air Attack 2.

### Trực thăng Sói Alpha
- UH-1 Huey
- CH-47 Chinook
- Super Stallion
- AH-1 King Cobra
- AH-64 Apache
- V-22 Osprey

### Major Malfunction
- Binh nhì Anderson – Nhân vật chính trong phiên bản Army Men: Major Malfunction, được lệnh của Đại tá Koftshorts đi điều tra tình hình của cựu binh Sarge và đồng thời truy tìm tung tích của Thiếu tá Malfunction khi hắn đột nhiên biến mất, trong suốt quá trình thực thi nhiệm vụ, Anderson phát hiện ra Sarge đã chết khi bị nấu chảy lớp nhựa trong một chiếc lò vi ba, sau quá trình dò la thì anh phát hiện ra hung thủ chính là Malfunction, với sự trợ giúp đắc lực của đồng đội và nhất là từ cấp trên của anh là Đại tá Koftshorts, Anderson quyết tâm đuổi theo và tiêu diệt Malfunction, cuối cùng anh đã tự tay đánh bại hắn trong một căn nhà kho cũ kỹ và trở về căn cứ trong sự chào đón hân hoan, nhiệt liệt của đồng đội và nhận chiếc huy chương danh dự từ tổng tư lệnh quân Green.
- Binh nhì Wires – Nữ binh sĩ trong nhóm Anderson, không được đề cập chi tiết về tiểu sử cùng sự xuất hiện trực tiếp, chỉ biết trong một phi vụ quan trọng của game thì cô tham gia cùng toán bay của Driver và bị thương nặng khi quân Malfunction bắn hạ chiếc trực thắng của nhóm đang trên đường bốc Anderson đi.
- Binh nhì Driver – Phi công lái trực thăng chính chuyên dùng để chở và thả các thành viên trong nhóm Anderson trong những phi vụ quan trọng xuyên suốt game. Từng bị lính phe Malfunction bắn hạ chiếc trực thăng khiến anh suýt chết, may nhờ Anderson chạy tới cứu thoát.
- Đại tá Koftshorts – Chỉ huy của Anderson và các toán lính khác, trong suốt diễn biến của game, ông không xuất hiện trực tiếp mà chỉ được đề cập gián tiếp thông qua việc liên lạc từ máy bộ đàm  giữa các thành viên trong nhóm với nhau, thường xuyên cung cấp các thông tin tình báo và đưa ra lời khuyên hữu ích giúp Anderson khắc phục những khó khăn và thử thách mà anh buộc phải vượt qua bất chấp lực lượng đông đảo và cạm bẫy nguy hiểm do Malfunction bố trí.
- Giáo sư Foreyes – Một nhà khoa học đầy tài năng với những công trình nghiên cứu tiên tiến, từng làm việc cho phe Green, về sau ông bị quân của Malfunction tới bắt cóc và đưa về căn cứ của hắn để buộc phải làm những thí nghiệm giúp tăng cường sức mạnh cho đội quân đồ chơi dưới quyền Malfunction. Cuối cùng, ông được binh nhì Anderson giải cứu và tận tình giúp đỡ Anderson hoàn thành nhiệm vụ tiêu diệt Malfunction, còn số phận của vị giáo sư này sau đó ra sao thì không rõ.

### Soldiers of Misfortune
- Timmy – Nhân vật chính trong bản Army Men: Soldiers of Misfortune, là một chú nhóc đang trong độ tuổi đi học sống trong thế giới thực, trong một lần cậu tự nguyện giúp đỡ một lữ đoàn của phe Green chống lại lực lượng công kích của phe Tan và sau đó được biết về tham vọng điên cuồng của chúng. Bằng cách tự mình tưởng tượng hóa thân vào một thế giới thu nhỏ mà cậu chỉ cao có chút xíu (khoảng gần 8 cm). Được trang bị những loại vũ khí đồ chơi quen thuộc cùng bộ quân phục yêu thích của mình và sự trợ giúp đắc lực của những người lính phe Green đã giúp Timmy đủ sức chặn đứng âm mưu thống trị toàn cầu của phe Tan thông qua việc chiếm đoạt ngôi nhà của cậu bé. Trải qua hàng loạt nhiệm vụ và thử thách khó khăn, cuối cùng Timmy và những người lính của phe Green đã tiêu diệt đội quân xâm lược của phe Tan, rồi cậu đích thân tiễn những người lính này quay trở về thế giới nhựa.

## Kẻ thù trong loạt game
- Đại tướng Plastro – Nhân vật phản diện chính của loạt game Army Men, cái tên Plastro là kiểu chơi chữ dựa trên tên của Fidel Castro. Là người lãnh đạo quân đội phe Tan, mặc dù có lúc lại bị quân đội phe Grey và Blue kiểm soát.[2] Xuất hiện với bộ quân phục tướng lĩnh oai nghiêm cùng dáng người to béo, tay cầm điếu xì gà và luôn đeo đôi kính màu đen. Plastro thuộc dạng người  gian xảo, quỷ quyệt, nhưng đôi lúc khi bị dồn ép, chế ngự thì lại tỏ ra nhút nhát, dễ sai khiến. Tham vọng của Plastro là tiêu diệt phe Green và sáp nhập lãnh thổ của nó cùng những phe khác vào bản đồ của quốc gia Tan, dù không ít lần hắn chịu thất bại liên tiếp. Vũ khí mà Plastro sở hữu là khẩu súng M16 thông thường y như Sarge tuy chẳng mấy khi ông ta sử dụng đến. Trong phiên bản đầu tiên của dòng game thì Plastro chỉ xuất hiện thoáng qua trong đoạn phim cắt cảnh mở đầu, càng về sau đôi lúc ông vẫn hiện diện suốt trong game, đặc biệt là dòng Sarge's Heroes. Cuối cùng Plastro chết bi thảm trong vụ cài bom ở phiên bản Sarge's War.[2]
- Đại tá Blintz – Cựu sĩ quan quân đội phe Green. Blintz đảm đương việc giữ vững khu vực của quốc gia Green thì bị bắn trúng vào đầu khi đang tiến hành cuộc phản công quân thù, chấn thương được Đại tá Grimm mô tả như một "vết thương đầu bị biến dạng, to lớn". Sau đó, Blintz đột nhiên biết mất và chỉ xuất hiện trở lại với vai trò mới là thành viên quân đội phe Tan.[1] Trong Army Men: RTS, Blintz dốc sức vào việc xây dựng lực lượng và căn cứ cho riêng mình với mục đích duy nhất là thống trị Thế giới Thực và sử dụng lại chiến thuật của phe Green để chống lại chính họ. Với bộ dạng to béo chả kém gì Plastro, đầu đội một thứ mũ cổ quái và tay cầm quyền trượng, cùng bộ trang phục quái dị y hệt những gã tù trưởng của một bộ lạc nào đó. Về sau lực lượng của Blintz bị quân Green đánh bại và hắn ta chỉ còn là miếng nhựa sống vội chạy vào lều trốn cho tới khi Sarge xông vào đập Blintz một trận thừa sống thiếu chết rồi mới bóc vỏ bên ngoài lớp sơn. Số phận của Blintz sau đó như thế nào thì chưa được xác định rõ, có giả thuyết hắn đã bị Sarge bắt sống làm tù bình và giải về giam ở quốc gia Green để xét xử tội lỗi mà hắn đã gây ra cho đồng loại.
- Nam tước von Beige – Viên phi công lái chiếc máy bay Fokker Dr. I giống như chiếc Nam Tước Đỏ. Beige thường mặc một cái áo choàng, và đeo mặt nạ dưỡng khí, ngay cả khi ở trên mặt đất. Giọng nói của Beige phát ra cứ như thể đó là một cỗ máy có thể nói bóng gió vì một vết thương khả dĩ. Số phận của Beige chưa được xác định rõ, dù không ít giả thuyếtcho rằng Beige đã bị Phi trưởng Blade bắn chết sau trận chiến ở màn cuối cùng trong phiên bản Air Attack 2, nhưng kể từ sau đó chẳng ai nhìn thấy hắn một lần nữa. Đây có thể là bởi vì việc phá sản của hãng 3DO.
- Bridgette Bleu – Một gián điệp phe Blue làm việc cho Đại tướng Plastro trong phiên bản Sarge's Heroes 2. Ngoài ra cô còn là nhân vật phản diện chính của tựa game Portal Runner.[4] Ms. Bleu được miêu tả như một con búp bê kiểu đa màu sắc y như Vikki Grimm, dù chưng diện dưới bộ quần áo màu xanh giống với những nhân vật nữ chính/người đàn bà quyến rũ nữ từ những bộ phim trinh thám đầu tiên. Bleu sở hữu một loại một loại huyết thanh trong một chai nước hoa màu xanh có thể đảo ngược những tác động của hiện tượng nhựa hóa thông qua quá trình nghiên cứu và phát triển thành công, nhờ đó mà cô đã sử dụng nó để giải cứu Đại tướng Plastro khi ông ta bị đông cứng lại vì dính phải chất nhựa hóa này. Đồng thời cô còn phát triển một loại huyết thanh khác có thể gây ra hiện tượng nhựa hóa được cất giữ trong những lon Cola. Bleu có tình cảm với Sarge và biểu thị sự kình địch với Vikki Grimm xuyên suốt loạt game, trong Portal Runner, cô đã buộc Sargephải cưới cô ta bằng Liều Thuốc Ma Thuật. Số phận của Bridgette Bleu về sau không được rõ.
- Tiến sĩ điên cuồng (Dr. Madd) – Nhà khoa học có tài của phe Grey từng xuất hiện trong Army Men 2, Air Tactics, và Sarge's Heroes 2. Là một trong những nhân vật phản diện kinh khủng nhất của loạt game Army Men do những thí nghiệm rùng rợn của hắn cùng với tính nết kỳ quặc gần như điên loạn, thí nghiệm bao gồm một nhà máy zombie (nơi tận dụng những xác lính nhựa đã chết vì tan chảy để tái chế thành zombie) với những con nhện và côn trùng khổng lồ (cảnh người lính với con nhện máy được nhìn thấy trong Sarge's Heroes). Ngoài ra Madd còn chế tạo ra một loại huyết thanh có thể đảo ngược hiện tượng nhựa hóa trong bản Sarge's Heroes 2.[8]
- Thiếu tá Mylar – Một nhân vật phản diện khác trong Army Men 2.[9] Mylar là người chỉ huy chiến dịch vừa mới khám phá ra thế giới thực và được giao nhiệm vụ dẫn dắt một đạo quân của phe Tan để củng cố lãnh thổ mới này và tiêu diệt Sarge, hiện đang bị mắc kẹt nơi đây. Không may cho Mylar, quân đội phe Green đã gửi viện binh tới kịp thời và Sarge liền chớp thời cơ xông lên kết liễu Mylar.
- Thiếu tá Gooding/Lãnh chúa Malice – Viên chỉ huy trưởng nhóm quân của Sarge khi anh còn là binh nhì. Trong một lần cả nhóm đang làm nhiệm vụ tại nhà bếp, Gooding bị quân đội phe Tan phục kích bắn trọng thương và tình cờ rơi xuống bồn rửa bát nằm bất động tại đó, cả nhóm của Sarge tưởng hắn ta đã chết rồi nên ngay lập tức leo lên trực thăng rút lui về căn cứ. Binh sĩ phe Tan phát hiện thấy Gooding vẫn còn sống liền mang hắn về tổng hành dinh cứu chữa rồi cải tạo, biến hắn thành người của phe mình, ít lâu sau, Gooding đã thay tên đổi họ biến thành Lãnh chúa Malice. Để trả mối thù bị đồng đội bỏ rơi năm xưa, Malice lén sai người cài bom ẩn sâu bên trong đài kỷ niệm rồi cho nổ tung vào buổi lễ ký kết hiệp ước hòa bình giữa hai phe Green/Tan, hậu quả của vụ nổ bom  làm thiệt mạng gần như toàn bộ binh lính, tướng tá của hai phe, trong đó có cấp trên và đồng đội của Sarge. Chính vì vậy mà Sarge đã quyết tâm lần theo dấu vết thông qua từng nhiệm vụ để tiêu diệt Malice nhằm trả mối thù này.[10]
- Thiếu tá Malfunction – Vốn xuất thân từ một cựu chiến binh của phe Green, trong quá trình tác chiến vô tình bị nhiễm một loại hóa chất đã biến hắn trở thành một người khác hẳn, tâm trí điên loạn và hành sự độc ác, với hình dạng y hệt một tay lính quân Green chỉ trừ khuôn mặt bị biến dạng trầm trọng cùng khẩu súng máy mang theo bên người. Vì thế mà hắn bị chỉ huy quân Green trục xuất khỏi căn cứ và sống ẩn danh trong một thời gian dài. Tuy vậy, do mối căm thù từ xưa mà chăng lâu sau hắn đã sắp xếp cái bẫy và tiêu diệt thành công Sarge cùng nhóm của anh trong một nhiệm vụ truy tìm hắn. Tiếp theo, Malfunction điều quân lính gồm toàn những món đồ chơi đã bị hắn kiểm soát chặt chẽ tới bắt cóc và giam giữ giáo sư Foreyes để phục vụ cho những kế hoạch điền rồ nhằm thống trị thế giới. Không may, quân Green đã kịp thời phái tay binh nhì Anderson cùng các đồng đội của anh vượt qua những cạm bẫy và thử thách nguy hiểm để giải cứu giáo sư Foreyes, tìm kiếm Sarge và cuối cùng là tiêu diệt Malfunction cùng đội quân đồ chơi đầy uy lực của hắn.
- Thống chế Tannenberg – Nhà lãnh đạo quân đội phe Tan tạm thay thế khi Plastro vắng mặt, với khuôn mặt thon dài, tướng mạo ốm yếu cùng dáng vẻ uy nghi, lạnh nhạt biểu hiện trên khuôn mặt, tính cách thì không rõ. Xuất hiện lần đầu trong phiên bản Sarge's Heroes 2, thông qua một nhiệm vụ mà người chơi buộc phải thâm nhập vào căn cứ của phe Tan và bắt sống lấy viên thống chế này để ngăn chặn cuộc chiến tranh giữa hai quốc gia sắp sửa bùng nổ. Ngoài ra Tannenberg còn xuất hiện trong đoạn phim mở đầu của phiên bản Green Rogue. Hắn bị bắt và buộc phải ký kết hiệp ước hòa bình với phe Green thì Plastro bỗng xuất hiện đột ngột và bắt cóc Vikki nhằm ngăn cản hiệp ước này. Số phận của Tannenberg sau đó ra sao thì không được xác định rõ, dù có giả thuyết cho rằng Plastro căm tức với hắn khi cam chịu ký kết hiệp ước hòa bình với phe Green và định ra tay trừ khử ngay. Không may, Tannenberg đã tương kế tựu kế cao chạy xa bay rồi quay trở lại với quân đội phe Tan và tiếp tục đảm đương vai trò chỉ huy hoặc cũng có thể ông ta đã biến mất rồi chạy đến một nơi nào đó sống ẩn cư.